# Landogne
Landogne é uma comuna francesa na região administrativa de Auvérnia-Ródano-Alpes, no departamento Puy-de-Dôme. Estende-se por uma área de 17,79 km². Em 2010 a comuna tinha 242 habitantes (densidade: 13,6 hab./km²).